# Trap: No Way Out
Trap: No Way Out (Originaltitel: Trap, dt.: „Falle“) ist ein US-amerikanischer Psychothriller von M. Night Shyamalan, der am 1. August 2024 in die deutschen und am darauffolgenden Tag in die US-amerikanischen Kinos kam. In der Hauptrolle verkörpert Josh Hartnett den Serienkiller The Butcher, der zusammen mit seiner Tochter Riley ein Konzert besucht, das von der Polizei als Falle für seine Festnahme arrangiert wurde.

## Handlung
Der als „The Butcher“ bekannte Serienmörder Cooper besucht zusammen mit seiner Tochter Riley ein Konzert der Popsängerin Lady Raven. Am Veranstaltungsort bemerkt er ein überhöhtes Polizeiaufgebot und verstärkte Personenkontrollen, was ihn misstrauisch werden lässt. Als er sich beim gutgläubigen Angestellten Jamie diesbezüglich erkundigt, teilt dieser ihm mit, dass das Konzert vom FBI als Falle arrangiert wurde, um den im Publikum vermuteten Butcher zu fassen. Mithilfe einer von Jamie gestohlenen Sicherheitskarte und einem ihm entlockten Codewort kann sich Cooper Zutritt zu Lagerräumen verschaffen, aus denen er ein Funkgerät der Polizei entwenden kann.
Cooper kehrt zu seiner Tochter in die Konzerthalle zurück und hört über den Polizeifunk mit, wie die Beamten systematisch die männlichen Besucher nach einem auffälligen Tattoo kontrollieren. Seinem Vorhaben, das Konzert unbemerkt durch etwaige Hinterausgänge zu verlassen, steht dabei die von der Veranstaltung völlig begeisterte Riley im Weg. Auch der Versuch, durch eine herbeigeführte Explosion eine Massenpanik auszulösen und über das Dach der Halle abzuhauen, schlägt fehl. So sieht Cooper als einzige Fluchtmöglichkeit, gemeinsam mit seiner Tochter backstage zu kommen und dort nach Ende des Konzerts nach einem Ausweg zu suchen.
Gegenüber einem Crewmitglied gibt Cooper an, seine Tochter habe gerade eine Leukämieerkrankung überstanden und würde sich riesig freuen, Lady Raven persönlich zu treffen. Tatsächlich wird Riley daraufhin ausgewählt, gemeinsam mit der Popsängerin auf der Bühne zu tanzen, was Cooper die Flucht hinter die Bühne ermöglicht. Als das Konzert vorbei ist, erhalten die Polizisten von der leitenden FBI-Profilerin Dr. Josephine Grant jedoch die Anweisung, auch jeden Angestellten selbst hinter der Bühne zu kontrollieren. Cooper sieht so als einzigen Ausweg, sich gegenüber Lady Raven als Butcher zu erkennen zu geben und sie zu erpressen, ihn und seine Tochter in ihrer privaten Limousine aus der Konzerthalle zu fahren. Tatsächlich lässt sie sich auf den Deal ein, um das Leben von Coopers Gefangenem Spencer nicht zu gefährden.
Mit einem Trick überlistet Lady Raven die nichtsahnende Riley, sie zu ihrem Haus begleiten zu dürfen. Um sein Gesicht vor seiner Tochter zu wahren, spielt Cooper zunächst mit, signalisiert der Popsängerin aber immer wieder unterschwellig, dass das Leben des an einem unbekannten Ort gefangen gehaltenen Spencer auf dem Spiel steht. Lady Raven schließt Bekanntschaft mit Coopers Familie, entwendet dabei dessen Handy und kann so wichtige Informationen über Spencers Aufenthaltsort gewinnen. Mithilfe ihrer Follower kann sie seinen Standort ausfindig machen und seine Befreiung veranlassen. Gleichzeitig fällt Coopers Tarnung gegenüber seiner Familie.
Über die Geschehnisse verärgert, entschließt sich Cooper dazu, sich an Lady Raven zu rächen. Sein Haus ist allerdings mittlerweile von der Polizei umstellt, sodass er über einen geheimen Tunnel die Flucht ergreifen muss. Er entführt Lady Raven in ihrer Limousine, wo die Popsängerin allerdings wenig später von ihren Fans erkannt und befreit wird. Abermals entkommt Cooper den Polizisten und kehrt nach Hause zu seiner Ehefrau Rachel zurück. Diese eröffnet ihm, dass sie es war, die der Polizei den Tipp mit der Konzerthalle gegeben hat, da sie ihren Ehemann schon länger hinter dem Butcher vermutete. Cooper will sich und Rachel in einem finalen Akt das Leben nehmen, wird von seiner Frau aber unter Drogen gesetzt, was schließlich eine Festnahme durch die Polizei ermöglicht. Vor Rileys Augen wird Cooper abgeführt, kann sich wenig später aber der Gefangenschaft entziehen.

## Produktion
Nach der Veröffentlichung seines Horrorthrillers Knock at the Cabin kündigte der US-amerikanische Filmemacher M. Night Shyamalan im Februar 2023 an, seine jahrelange Partnerschaft mit Universal beenden und stattdessen fortan in Zusammenarbeit mit Warner Bros. Spielfilme umsetzen zu wollen. Als erstes Projekt wurde dabei der Mysterythriller Trap angekündigt, den Shyamalan gemeinsam mit Marc Bienstock und Ashwin Rajan produzierte. Die Prämisse basiert auf einer Idee des Regisseurs, was wäre, wenn Das Schweigen der Lämmer während eines Taylor-Swift-Konzert spielen würde. Als weitere kreative Einflüsse nannte er den Musikfilm Purple Rain (1984) und die 1985 von US Marshals durchgeführte Sting-Operation „Flagship“, bei der während eines NFL-Spiels über 100 Flüchtige verhaftet werden konnten.
Die Hauptrolle des Serienkillers The Butcher wurde mit Josh Hartnett besetzt. Neben ihm gab Shyamalans älteste Tochter Saleka als Popstar Lady Raven ihr Schauspieldebüt. Die R&B-Sängerin steuerte bereits zuvor Songs zu Shyamalans Werken Old und Servant bei und wirkte auch am Soundtrack von Trap mit. Zu diesem steuerte sie insgesamt 14 Lieder in Zusammenarbeit mit Kid Cudi, Russ und Amaarae bei. In weiteren Nebenrollen sind Ariel Donoghue, Hayley Mills, Marnie McPhail, Alison Pill, Vanessa Smythe und Shyamalan selbst zu sehen.
Die Filmaufnahmen sollten ursprünglich im August 2023 in Cincinnati, Ohio beginnen, wo der Filmproduktion Steuernachlässe in Höhe von 9,5 Millionen US-Dollar zugesichert wurden. Im Zuge des Streiks der Schauspielergewerkschaft SAG-AFTRA erhielt Shyamalan zwar eine Sondergenehmigung zum Drehen, da er Trap selbstständig finanzierte und produzierte, sah sich allerdings gezwungen, die Produktion ins kanadische Ontario zu verlagern. Dort erfolgten die Filmaufnahmen zwischen dem 16. Oktober und 8. Dezember 2023 unter dem Arbeitstitel Good Grace. Als Kameramann fungierte der Thailänder Sayombhu Mukdeeprom, der auf 35-mm-Film drehte.
Zu den Drehorten in Toronto, das als Kulisse für Philadelphia diente, zählten größtenteils das Rogers Centre und Innenräume des FirstOntario Centres. Weitere Aufnahmen entstanden am Gardiner Expressway, im Metro Toronto Convention Centre und in der U-Bahn-Station York University. Die Filmmusik komponierte Herdís Stefánsdóttir, die bereits bei Knock at the Cabin mit Shyamalan zusammengearbeitet hat. Das Soundtrack-Album wurde am 2. August 2024 digital bei Columbia Records veröffentlicht.
Ein erster Trailer zum Film wurde am 18. April 2024 veröffentlicht; ein zweiter folgte am 1. Juli 2024. Die Weltpremiere erfolgte am 24. Juli 2024 in New York City. Trap: No Way Out kam am 1. August 2024 in die deutschen Kinos und am darauffolgenden Tag in die US-amerikanischen Kinos.

## Synchronisation
Die deutschsprachige Synchronisation entstand nach einem Dialogbuch und unter der Dialogregie von Marius Clarén bei RC Production.
| Rolle                      | Darsteller         | Synchronsprecher   |
| -------------------------- | ------------------ | ------------------ |
| Cooper Adams / The Butcher | Josh Hartnett      | Sven Gerhardt      |
| Riley Adams                | Ariel Donoghue     | Hedda Erlebach     |
| Lady Raven                 | Saleka             | Victoria Frenz     |
| Rachel Adams               | Alison Pill        | Manja Doering      |
| Dr. Josephine Grant        | Hayley Mills       | Liane Rudolph      |
| Jamie                      | Jonathan Langdon   | Martin Gleitze     |
| Jodys Mutter               | Marnie McPhail     | Christin Marquitan |
| The Thinker                | Kid Cudi           | Marius Clarén      |
| Tour-Managerin             | Vanessa Smythe     | Marieke Oeffinger  |
| Crew-Mitglied              | M. Night Shyamalan | Roland Wolf        |
| Spencer                    | Mark Bacolcol      | Dennis Herrmann    |

## Rezeption

### Altersfreigabe
In den Vereinigten Staaten erhielt Trap: No Way Out von der MPA aufgrund von gewaltsamen Inhalten und der Sprache ein PG-13-Rating. In Deutschland vergab die FSK eine Freigabe ab 12 Jahren. In der Freigabebegründung heißt es, der Film sei geradlinig und in weiten Teilen ruhig erzählt. Er konzentriere sich in seinem räumlich begrenzten Setting ganz auf die verschiedenen Figuren, bei klar erkennbarer Einteilung von Gut und Böse. Als Identifikationsfiguren würden sich dabei die Tochter und der weibliche Popstar anbieten, die beide positiv und mutig gezeichnet seien. Von der Dramatik des Geschehens sowie einzelne, nicht explizit ausgespielte Gewaltszenen könnten sich Jugendlichen ab 12 Jahren dabei distanzieren.

### Kritiken
Trap: No Way Out konnte 57 % der 238 bei Rotten Tomatoes gelisteten Kritiker überzeugen und erhielt dabei eine durchschnittliche Bewertung von 5,7 Punkten. Als Fazit zieht die Seite, durch eine engagierte und bodenständige Darbietung von Hauptdarsteller Josh Hartnett werde der gerissene Thriller all jene in seinen Bann ziehen, die den augenzwinkernden Stil zu schätzen wüssten, während es für andere Zuschauer zu einem Geduldsspiel werden könnte. Bei Metacritic erhielt der Film basierend auf 46 Rezensionen einen Metascore von 52 von 100 möglichen Punkten.
Christoph Petersen zeigt sich in seiner Kritik für Filmstarts davon überrascht, wie unglaublich viel Spaß der „[pure] Fun-Thriller“ mache. Trap: No Way Out könne demnach als eine Art umgekehrter Heist-Film mit einem hohen Erzähltempo punkten und liefere insbesondere in der ersten Stunde „dunkelschwarzhumorige Pointen ohne Ende“. Hauptdarsteller Josh Hartnett liefere dabei eine erstaunlich komplexe und ambitionierte Performance ab, die mit der nötigen Lockerheit und dem komödiantischen Timing an den von Matt Damon verkörperten Kleinkriminellen aus der Ocean’s-Reihe erinnere. Seiner Darbietung sei es auch zu verdanken, dass das im Mittelpunkt stehende Zerrspiel, wem das Publikums eigentlich die Daumen drücken soll, eine zentrale Stärke des Films sei. Daneben könne Trap: No Way Out auch visuell überzeugen und mit immer wieder überraschenden Einstellungen viel aus dem Schauplatz herausholen.
Lobende Worte findet auch Amy Nicholson von der New York Times, für die das Publikums insbesondere in der ersten Hälfte dieses boshaften Thrillers seinen Spaß habe. Die Prämisse sei dabei eigentlich zwar ziemlich dumm, funktioniere aber für den Film, da die Handlung immer dann am besten sei, wenn es für den von Josh Hartnett verkörperten Serienkiller nur um den Zwiespalt zwischen seiner Tochter und einem möglichen Fluchtweg gehe. Zwischen Hartnett und der Nachwuchsdarstellerin Ariel Donoghue bestehe dabei eine liebevolle, glaubwürdige Chemie – Donoghue hätte einen natürlichen Charme und Hartnett als Antagonist alle Sympathien. Nach einem eigentlich zufriedenstellenden Ende verfalle Trap: No Way Out allerdings in den typischen M.-Night-Shyamalan-Stil, bei dem sich eine unnötige Szene an die nächste reihe und sich das Publikum dem Ende entgegensehne. Je mehr die Psychologie der Hauptfigur dabei erklärt werde und es zu unnötigem Trauma-Gerede und Halluzinationen komme, desto stärker verliere der Thriller an Spannung. Shyamalans Tochter Saleka könne gleichzeitig als Popstar Lady Raven mit guter Musik überzeugen, auch wenn bei ihrem Auftritt ein Gefühl der Vetternwirtschaft stets mitschwinge.
Auch Owen Gleiberman stellt in seiner Filmkritik für Variety eine Zweiteilung von Trap: No Way Out heraus, bei der die erste Hälfte des Films ein Thriller im Stile von Brian De Palmas Spiel auf Zeit wäre. Die Handlung sei hier mitreißend und im typischen Shyamalan-Stil übertrieben; Hauptdarsteller Josh Hartnett strahle Starqualitäten aus, während die als Mischung aus Lady Gaga und Olivia Rodrigo inszenierte Saleka mit pulsierenden und eingängigen Songs überzeuge. In der Mitte des Films komme es jedoch zu einer Wendung, ab der Trap jegliche Logik und Plausibilität über Bord werfe. Der Thriller mache ab diesem Zeitpunkt keinen Spaß mehr, da sich nun jeder Plot Point konstruierter als der vorherige anfühle. Shyamalan wolle dabei in der zweiten Hälfte eine Studie über den von Hartnett verkörperten Serienkiller durchführen, doch wo Der Frauenmörder von Boston etwaige Themen auf eindringliche Weise behandelt hätte, blähe sich Trap ins Absurde auf.
Enttäuscht zeigt sich auch Benjamin Lee vom Guardian, in dessen Augen Trap vielleicht ein unterhaltsamer Pitch war, aber nicht genug entwickelt worden sei, um als Spielfilm zu funktionieren. Das desaströse Ergebnis sei so ein schlaffer, langweiliger und spannungsfreier Film, der einzig als peinliche Werbung für Shyamalans Tochter Saleka dienen solle. Das unlogische Drehbuch werfe dabei viele verwirrende Fragen auf, Szenen seien überstürzt und schlecht durchdacht, Dialoge plump und komische Momente unglaublich unlustig. Am unangenehmsten sei schließlich, wie die schauspielerisch unbegabte Saleka im letzten Akt sogar zur Schlüsselfigur aufsteige.
Zu einem vernichtenden Urteil gelangt Jörg Gerle vom Filmdienst, für den Trap höchsten für ein paar Minuten ein interessantes, vielleicht sogar spannendes Gedankenspiel sei. Shyamalan scheitere bei seiner Anatomie des Bösen, der Suche nach einem neuen Hannibal Lecter, aber ebenso wie mit allen anderen Intentionen des Thrillers. So werde die innere Logik des Films nicht ernst genommen, eine haarsträubende Handlungskapriole reihe sich an die nächste und die Suspense kippe zunehmend in unfreiwillige Komik. Shyamalan bleibe seiner höchst erstaunlichen Kopflosigkeit dabei bis zum Ende treu, während seine Tochter Saleka schauspielerisch völlig talentfrei sei.

### Einspielergebnis
Am Startwochenende konnte Trap: No Way Out in den Vereinigten Staaten mit einem Einspielergebnis in Höhe von rund 15,6 Millionen US-Dollar die prognostizierten Erwartungen erfüllen und hinter Deadpool & Wolverine und Twisters den dritten Platz der US-amerikanischen Kino-Charts belegen. In Deutschland verpasst der Thriller hingegen das Podium, verzeichnete mit 73.000 Kinobesuchern aber ein besseres Eröffnungswochenende als Shyamalans Vorgängerfilme Old und Knock at the Cabin. Die weltweiten Einnahmen aus Kinovorführungen belaufen sich auf 82,7 Millionen US-Dollar, von denen Trap allein 42,8 Millionen im nordamerikanischen Raum erwirtschaften konnte. In Deutschland verzeichnete der Film insgesamt 247.808 Kinobesucher.

### Auszeichnungen
Dorian Awards 2025
- Nominierung als Kitschigster Film[34]

Music City Film Critics’ Association Awards 2025
- Nominierung als Beste Nachwuchsdarstellerin (Ariel Donoghue)[35]